# 10-es busz (Gyöngyös)
A gyöngyösi 10-es jelzésű autóbusz a Főiskola és a Volán telep között közlekedett. A vonalat kezdetben a Mátra Volán, majd a Középkelet-magyarországi Közlekedési Központ üzemeltette.

## Története
A 2018. január 1-jei menetrend bevezetésével a buszvonal megszűnt.

## Megállóhelyei
| sz. | megállóhely neve               | menetidő (perc) | átszállási kapcsolatok | intézmények |
| --- | ------------------------------ | --------------- | ---------------------- | --- |
| 11  | Károly Róbert Főiskola         | 23              | 1, 10, Volán           | Károly Róbert Főiskola Felsővárosi Általános Iskola Spar                                                                         |
| 10  | Mátrai úti ABC                 | 21              | 1, 10, Volán           | Bugát Pál Kórház Rendelőintézet (Sz.T.K) Coop                                                                                    |
| 2   | Kossuth út 12.                 | 3               | 1                      | |
| 3   | Szent Bertalan templom         | 5               | 1 Volán                | Szent Bertalan templom Károly Róbert Szakképző Iskola II. Rákóczi Ferenc Általános Iskola és Alapfokú Művészetoktatási Intézmény |
| 4   | Szent Gellért út               | 6               | 1                      | |
| 5   | Aranysas út                    | 8               | 1                      | |
| 6   | Dr. Harrer Ferenc út           | 10              | 1                      | József Attila Szakközépiskola és Kollégium                                                                                       |
| 7   | Deák Ferenc út 5-7.            | 13              | 1                      | Vidéki orvosi ügyelet |
| 8   | Csalogány út 16.               | 14              | 1                      | |
| 9   | Csalogány út 36.               | 17              | 1                      | József Attila Szakközépiskola és Kollégium                                                                                       |
| 11  | Báthory út 4. (Spar-volt Plus) | 23              | 1,                     | Spar Sláger |
| 12  | Trafóház                       | 24              | 1, 3, 4                | Gyöngyösi Városi Rendőrkapitányság Toronyház                                                                                     |
| 13  | Volán telep                    | 30              | 2, 3                   | |